# Raspailia melanorhops
Raspailia melanorhops är en svampdjursart som beskrevs av Hooper 1991. Raspailia melanorhops ingår i släktet Raspailia och familjen Raspailiidae. Inga underarter finns listade i Catalogue of Life.